# Le Theil-Bocage
Le Theil-Bocage (Ausspracheⓘ) ist eine ehemalige französische Gemeinde mit zuletzt 220 Einwohnern (Stand: 1. Januar 2013), den Theilleuls, im Département Calvados in der Region Normandie.
Am 1. Januar 2016 wurde Le Theil-Bocage im Zuge einer Gebietsreform zusammen mit 13 benachbarten Gemeinden als Ortsteil in die neue Gemeinde Valdallière eingegliedert.

## Geografie
Le Theil-Bocage liegt rund 14 Kilometer ostnordöstlich von Vire-Normandie.

## Bevölkerungsentwicklung
| Jahr                             | 1793 | 1836 | 1876 | 1926 | 1946 | 1968 | 1990 | 2013 |
| Einwohner                        | 818  | 888  | 675  | 370  | 324  | 290  | 213  | 220  |
| Quelle: Cassini, EHESS und INSEE |      |      |      |      |      |      |      |      |

## Sehenswürdigkeiten
- Kirche Saint-Martin aus dem 15. Jahrhundert
- Schloss Theil